# جون د. لوري
جون د. لوري هو مبتكر ‏ كندي، ولد في 2 يونيو 1932 في بيتيربوروغ في كندا، وتوفي في 21 يناير 2012 في كاماريلو في الولايات المتحدة.